# Bartomeu Terradas
Bartomeu Terrades i Brutau (Barcellona, 1874 – Barcellona, 1948) è stato un calciatore spagnolo della fine del XIX secolo e dei primi del XX secolo, primo tesoriere e secondo presidente del Futbol Club Barcelona.

## Carriera sportiva
La sua carriera sportiva cominciò nello stesso anno della fondazione del club. Terradas assistette alla riunione di fondazione del FC Barcelona tenutasi al gimnasio Solé di Barcellona il 29 novembre 1899. L'8 dicembre partecipò alla prima partita della nuova squadra, che in dieci uomini affrontò una selezione di inglesi residenti nella città catalana. L'incontro si disputò nell'antico Velódromo de la Bonanova e terminò con la vittoria dei britannici per 1-0. Terradas giocò fino al 1903, collezionando 31 partite con il Barcellona.

## Presidenza
Il 25 aprile 1901, con le dimissioni di Walter Wild per ragioni di lavoro, passò ad esercitare le funzioni di presidente del club. La sua ottima situazione economica gli consentì di affrontare con serenità situazioni difficili. Terradas si può infatti considerare il primo mecenate del FC Barcelona e con una donazione di 1.400 pesetas assicurò stabilità finanziaria al club.
Durante il suo mandato sorse una disputa tra il presidente della Sección Gimnástica Española, che intendeva ascendere alla presidenza della sezione calcistica, sempre più popolare, e i dirigenti di altri club. Terradas contribuì alla creazione della Associació Catalana de Futbol, che raggruppò tutti i club catalani tranne l'Espanyol e l'Internacional, che si sarebbero aggergati in un secondo momento. Dovendo la squadra abbandonare il campo dell'Hotel Casanovas, comprò uno terreno a Horta. Inoltre formò la prima commissione sportiva riunendo Gamper, Meyer e Viderkher. Nel corso della sua presidenza diede l'assenso alla costituzione di una seconda e di una terza squadra e riuscì a vedere il FC Barcelona vincere il suo primo titolo, la Copa Macaya, equivalente del Campionato di Catalogna. Il club perse, però, la finale del Campionato di Spagna contro il Vizcaya, antenato dell'Athletic Club, per 2-1.
Bartomeu Terradas abbandonò l'incarico il 5 settembre 1902 dopo aver condotto il sodalizio per 507 giorni. Nel settembre 1903 fu eletto consigliere e, un anno dopo, vicepresidente del club sotto la presidenza di Arthur Witty.